# 西雅图海鹰
西雅圖海鷹（英語：Seattle Seahawks）是一支位於華盛頓州西雅圖的職業美式足球球隊，他們是國家美式足球聯盟的國家美式足球聯會西區其中一支球隊，球隊在1976年與坦帕灣海盜加入NFL成為擴充球隊；在1966年超级碗舉行後，西雅圖海鷹也成為第三支球隊都曾經在美國美式足球聯會及國家美式足球聯會的冠軍戰亮相過的球隊（1983年美聯冠軍賽及2005年國聯冠軍賽，以首次出賽的時間為主），前二支分別是印城小馬隊（1968年國聯冠軍賽及1970年美聯冠軍賽）及克里夫蘭布朗隊（1968年國聯冠軍賽及1986年美聯冠軍賽）；球隊曾經在第四十屆超级碗（2005年）亮相，當時負於匹茲堡鋼人。直到第四十八屆超级碗（2013年）再度亮相，最終以43:8大勝曾拿下兩次超级碗冠軍的丹佛野馬，拿下隊史第一個超级碗冠軍。
2018年，球隊市值為24.25億美元，在世界前50名球隊中排第32名，同時在NFL排名第17。

## 球隊歷史
1972年6月15日，一個名為西雅圖職業美式足球集團的組織正試圖在華盛頓州西雅圖成立一支NFL球隊 。接近兩年的時間，1974年6月4日，NFL決定發展擴充的球隊，跟著在12月5日，NFL主席皮特·羅澤爾正式與洛伊德·諾德斯特倫達成協議，其諾德斯特倫家族為主要的合夥人。不幸地，洛伊德·諾德斯特倫在1976年1月20日因心臟病發逝世。在海鷹進行第一場比賽前的一個月 。
1975年3月5日，前西雅圖華盛頓大學約翰·湯普生高層，在球隊尚未正式命正前成為了總經理 。1975年6月17日在二萬名投票以及一千七百個名字，最終決定了名字為西雅圖海鷹。湯普生邀請了明尼蘇達維京人助教傑克·派特拉成為主教練。Patera在1976年1月3日正式成為教練。新人選秀於3月30日舉行與坦帕灣海盜有優先選秀權，以及有其餘26隊當中可以選擇一名非球隊保護的球員 （页面存档备份，存于） 西雅圖海鷹在選秀中獲得第二選秀權，球隊選擇了絆衛史蒂夫·尼豪斯。球隊在8月1日在國王巨蛋進行第一場比賽，該場比賽為季前熱身賽，對手是舊金山四九人。
海鷹是唯一一支球隊曾經兩次轉召聯合會的球隊，在1976年加入國聯西區，一個球季後，坦帕灣海盜從美聯西區改在國聯西區參戰，而海鷹隊改為在美聯西區參戰，此次重組是NFL擴充計劃之一，兩隊可以在不同聯會進行比賽。2002年，NFL為了可以讓每個分區有四支球隊，因此海鷹隊再度成為了國聯的球隊，重返國聯西區，這次編成也使得美聯西區的球隊為開始的四隊，分別為丹佛野馬、聖地牙哥電光、堪薩斯城酋長和奧克蘭侵略者。
西雅圖海鷹共贏得11個分區冠軍：在1988年及1999年的美聯西區以及在2004年、05年、06年、07年、10年、13年、14年、16年及20年的國聯西區。他們在2005年、2013年2014年贏得國聯冠軍，並在2013年拿下超級盃冠軍。
2020球季結束，球隊共19次進入季後賽；球隊曾經在季後賽一直長時間無法取得勝利，自從在1984年的季後賽以13-7擊敗奧克蘭侵略者後，一直到2005年的季後賽以20-10擊敗華盛頓紅人才再次取得勝利。

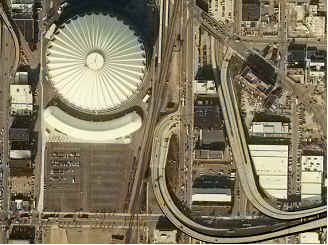
國王巨蛋在1976年-2000年為海鷹的主場

### 辛迪拉年代（1976年-1979年）
海鷹取得重大的勝利是在球季比賽之前。1976年8月26日海鷹與休士頓油商交換了史蒂夫·拉詹特。球隊的第一場勝利在10月17日，他們在作客比賽擊敗了同時期加入NFL的坦帕灣海盜。On 11月7日，球隊贏得第一場主場勝利，以30-13擊敗亞特蘭大獵鷹。在2勝14負之下的唯一成績。不過，有良好表現的吉姆·佐恩和Largent吸引了球迷的注目。
1977年1月17日，在國王巨蛋舉行1977年職業盃比賽。這是職業盃史上以第一次出現門票全部售罄的比賽。
在他們取得了Largent後，海鷹與達拉斯牛仔交換了一個第一輪和三個第二輪選秀權。牛仔決定在交換選秀時選擇托尼·多塞特。
在1977年球季，在坦帕灣海盜到訪之前球隊比賽一直連敗，球隊在主場的「擴充盃」以30-23擊敗對手。兩星期後，即10月30日當球隊的四分衛Jim Zorn受傷四個星期後再次上陣，他擲出了四次的達陣傳球，以56-17擊敗在金郡巨蛋水牛城比爾。在1977年球季，球隊以5勝9負完成球季，較上一季有所進步。
1978年，海鷹首次取得勝利多於失敗的球季以9膀7負成績完成球季，外接員Steve Largent以聯盟第二的1168碼持球前進的成績，Jack Patera被名為NFL最佳教練以及Jim Zorn獲得了一次最佳達陣的比賽。此外自1965年起，是第一支球隊兩度擊敗奧克蘭侵略者（27-17為主場的成績，17-16為作客的成績）。
1979年10月29日西雅圖海鷹首次在星期一美式足球之夜節目亮相，在擊敗亞特蘭大獵鷹之後，再在31-28擊敗對手。一記假的射球傳球給予埃夫倫·埃雷拉使當時的評述員霍華德·科塞爾說道：「海鷹在美式足球給予一次寶貴的一課。」不過良好的情況很快下滑，海鷹在下週的比賽在主場對洛杉磯公羊，創下了聯盟最差進攻的記錄（只有7碼）。不過球隊在這情況下仍然能夠在低谷反彈，在六場比賽勝出五場， 包括在星期一美式足球之夜以30-7擊敗紐約噴射機，球隊以9勝7負完成球季。

### 黑暗時代 （1979年-1982年）
1980年球季，在球迷期望以取得更多勝利有望進入季後賽。球隊在4勝3負之下連負9場，以4勝12負完成球季。在球季失敗後換來較優先的選秀權，最終球隊的safety Ken Easley成為了球隊的選擇。
1981年球季，海鷹隊在與同區的六場比賽敗了五場，以6勝10負的成績完成球季。Steve Largent在球季的接球碼數達1224碼。Dave Krieg在12月6日開始了第一場比賽在26次傳球中，有20次成功，協助球隊以27-23擊敗紐約噴射機。
1982年由於球員罷工，使球季宿短，在首兩場比賽全敗後，球隊辭退了主教練Patera。臨時主教練Mike McCormack暫時代理，最終以4勝5負完成球季。

### Chuck Knox時代（1983年-1991年）
在一個短暫的1982年球季後（由於球員罷工），海鷹招聘了Chuck Knox成為球隊的主教練。1983年球季當他們的成績6勝6負，仍然有機會進入季後賽。在第十三週的比賽，在國王巨蛋以51-48擊敗堪薩斯城酋長。球隊在最後3場比賽再勝出2場，首次打進季後賽。在外卡季後賽以31-7擊敗丹佛野馬以及他們的新人四分衛John Elway。下一場比賽對手是邁阿密海豚，球隊取得了一次關鍵性達陣，以27-20擊敗對手。球隊的神奇球季在美國聯盟冠軍賽結束，結果被第十八屆超級碗冠軍洛杉磯侵略者以30-14擊敗海鷹。儘管海鷹在冠軍賽結束球季，但是也是一次大突破，因為是球隊首次晉身季後賽，此外Curt Warner是美聯年度最佳新人以及Chuck Knox成為美聯年度最佳教練。
1984年的球季代價很大，於對克里夫蘭布朗以33-0擊敗對手，但是Curt Warner受傷的關係而要休養整個球季。  在沒有了Warner後，球隊由地面攻勢改為以傳球戰術為主。在四分衛Dave Krieg帶領下，海鷹取得了八連勝以及12勝4負的記錄，但是季未的兩連敗，使球隊只能參與外卡季後賽。在以13-7擊敗襲擊者後，球隊在21年後才能取得季後賽的勝利。在分區季後賽被邁阿密海豚以31-10擊敗。
1985年的球季是球隊最沮喪的球季之一。球季表現極不穩定，連勝兩場後，之後換來了兩連敗。在最後一場在主場負於丹佛，球隊浪費了上半場領先的優勢以及失去了定點球可以反先的機會
1986年球季被認定為「幾乎失去」的球季。在5勝2負後出現了四連敗。當球迷認為沒有希望的時候，在感恩節的比賽以31-14擊敗達拉斯牛仔以及37-0大敗襲擊者以及在最後一場比賽以41-16擊敗丹佛野馬以10勝6負完成球季，並成為進入季後賽。球隊是唯一的球隊曾經擊敗超級盃參賽球隊（丹佛野馬及紐約巨人）。
1987年，球隊有很大的期待可以進入超級盃。海鷹在第一回選秀選擇了Brian Bosworth，在1985年大學比賽中獲得Dick Butkus大獎的球員。在1987年，球員的管理雖然有點混亂，以及因為罷工而縮減一場比賽，但是最終以9勝6負的成績以外卡物份取得季後賽資格。外卡賽中，以20-23在加時負於侯斯頓油商。
1988年的球季，他們贏得第一次分區冠軍，最後一場比賽以43-37擊敗洛杉磯侵略者，並以9勝7負完成球季。海鷹在試圖進入超級盃的時候，在季後賽被辛辛那提孟加拉虎以13-21敗給對手。在同一年，球隊的擁有者Ken Behring被原擁有者Nordstrom Family買回。此外球隊找到了前洛杉磯侵略者主教練Tom Flores成為球隊的董事長和總經理。

### 失落時代（1992年-1998年）
這幾年被認定為球會歷史上混亂的一段時間。1991年球季取得7勝9負的成績，主教練Chuck Knox辭職，他加入了洛杉磯公羊。
球隊的董事長兼總經理Tom Flores 在1992年球季正式成為教練。多年在球隊成為正選四分衛的Dave Krieg 離開球隊，並由3個四分衛取代（他們為第一回選秀的Dan McGwire，此外還有Stan Gelbaugh和Kelly Stouffer）。1992年是球隊最差的一年，以2勝14負完成球季。唯一的好消息是絆衛Cortez Kennedy成為年度最佳防守球員。
1993年，球隊在新人遴選取得了第二優先的球員選擇，在第一輪遴選，選擇了Notre Dame大學的四分衛Rick Mirer，他是一名相當優秀的球員，他的良好表現使他成為與前校友Jerome Bettis最佳進攻球員新人獎。不過蜜月期只是維持三年，他終於在1996年被交易到芝加哥熊。
1994年球季的上半季球隊將球場改為Husky球隊，更接近華盛頓州大學。下半季回到國王巨蛋，球隊以6勝10負的成績完成球季。Tom Flores辭退教練的職位以及退到管理層。他的位置由邁阿密大學的教練Dennis Erickson所代替。
1996年1月，海鷹的擁有者Ken Behring宣佈將球隊搬移到洛杉磯，並以安那罕球場作為主場。 Behring非常關心（特別是球場的建國及防震能力）為何要解除租約離開國王巨蛋。不過地震學家發現Behring的要求是未查證。此外，洛杉磯的地震較西雅圖遺密。雖然Behring球隊的運作搬到安那罕，不過由於律師發現球隊在對國王巨蛋的合約鎖定在2005年屆滿。當Behring已察覺搬遷球隊已經是不可能，所以決定賣出球隊。買家是微軟創立人之一保羅·艾倫他決定建設新的球場。在為了興建新球場舉行了全州選舉，最終得到通過，所以艾倫決定購買球隊。
在新的班主到後Bob Whitsitt成為了班主以及請來有號召力的球員Chad Brown、Warren Moon以阪 Ricky Watters為球隊帶來了新的希望。不過球隊在1997年及1998年球季不能超級5成的勝出率，兩季均以8勝8負完成球季。這導致了主教練Dennis Erickson在1998年球季後被辭退。這個球季並不是沒有難忘的事情，在最後一場比賽對方的Vinny Testaverde作出一次幽靈達陣。球證在此作出了一次錯誤的判決。
當NFL正式對於錯誤的決定作出道歉。作出達陣決定球證Phil Luckett受到了審判以及在另外在11月26日感恩節的比賽中，包括了匹茲堡鋼人及底特律雄獅。

### Mike Holmgren時代（1999年-2008年）

#### 1999年-2001年
1999年西雅圖海鷹聘請了綠灣包裝工的主教練Mike Holmgren。帶過來的是在包裝工成功的執教經驗，並給予總經理和主教練的職位。在Holmgren帶領下，為球隊帶來了即時的效果，終於自1988年起贏得另一個分區冠軍以及季後賽的資格。難忘的事情是在星期一美式足球之放以24-7擊敗Holmgren前執教球隊綠灣包裝工。但教球迷失望的是在 8勝2負後，其後在6場比賽連負五場。球隊在外卡季後賽國王巨蛋主場迎戰邁阿密海豚，最終以17-20負於對手2000年及2001年當新的球場正在建設之時，球隊暫時使用Husky球場。球隊在新人遴選選擇了跑鋒肖恩·亚历山大。球隊在新球季比賽只能以6勝10負完成球季。
Holmgren將綠灣包裝工的四分衛Matt Hasselbeck帶過來海鷹以及成為正選四分衛。但是Hasselbeck第一季只有5勝7負的成績。Hasselbeck之後被曾經有贏得超級盃經驗Trent Dilfer取代，最終以9勝7負的成績完成球季以及能夠進入季後賽。

#### 2002年：成為國聯球隊
重大的改變發生於2002年。2001年末，在球隊離開將主場由Husky Stadium改到海鷹球場，球隊成為了國聯西區的成員。因為休士頓德克薩斯人加入了NFL，使到球隊各分區必需重新分組，以及保持與同區大戰的注意。例如是達拉斯與華盛頓之間的對決。這年因為Dilfer受傷7個星期的關係，因此由Hasselbeck成為正選四分衛。在球季結束前連勝三場以及肖恩·亚历山大以18個達陣在國聯領先。但是球隊只能以7勝9負完成球季，於是身為總經理以及主教練的Holmgren決定只擔任球隊主教練。

#### 2003年
在2003年球季前，Holmgren在傳媒的壓力之下，他決定只是擔當球隊的主教練。這次調動對於Holmgren來說是一次在他前球隊綠灣包裝工的長期總經理Ron Wolf。當他只能夠集中於執教球隊的時候，球隊取得10勝6負的成績，當中8場主場比賽全部勝出，成功以外卡資格進入季後賽。球隊主教練Holmgren's要應該以前執教球隊綠灣包裝工， 海鷹擁有優勢，但是失去了多個機會，(包括一次交給Koren Robinson的傳球)使比賽進入加時。是擲幣時雖然他們可以擁有控球權，但是被對方的Al Harris作出一次直截，並成功取得達陣，海鷹仍然不能打破季後賽連敗的厄運。

#### 2004年
球隊以高度期望的姿態進入球季，雜誌運動畫刊預測球隊可以成功進入第三十九屆超級盃。球隊季初表現強勁，一開始連勝三場，包括在主場以34-0擊敗三藩市四十九人。不過其後表現轉壞，在面對同區對手聖路易斯公羊當球隊在第四節還有5分34秒領先27-10的時候。被Kevin Curtis做出41碼達陣，使比分拉近到27-24。西雅图海鷹隊於最後的1分14秒無法在第三攻推進，使球賽進入加時。 在加時階段，公羊憑Shaun McDonald接了一下52碼達陣傳球，使球隊勝出。海鷹無法改變在近十二場比賽，只能夠擊敗對手六次。
海鷹另一場難忘的比賽是在星期一美式足球之夜对阵達拉斯牛仔。在下半場後半段，當球隊以39-28領先的時候，Vinny Testaverde傳給Keyshawn Johnson在完場前1分45秒成功做出一次達陣。被牛仔Jason Witten接了一球短傳開球以及Julius Jones成功做出了57碼達陣，Jones以192碼總持球碼數，成為該晚最多衝鋒碼數的球員。
當海鷹以28-26擊敗亞特蘭大獵鷹，贏得球會第一次的國聯西區冠軍。但球隊慶祝之時卻被教練Holmgren以及跑鋒肖恩·亚历山大爭吵所影響，在最後一場比賽，教練將肖恩·亚历山大, 列以後脩。使他失去了，衝鋒碼數的記錄，將榮譽間接讓給紐約噴射機跑鋒Curtis Martin。當他們在外卡季後賽在奎斯特球場以20-27敗給聖路易斯公羊後，使該年的球隊結束。在該季海鷹與公羊的交戰，海鷹三戰全敗。

#### 2005年
2005年球季，西雅圖海鷹第一次進入超級盃。他們以國家美式足球聯會的成員晉身第四十屆超級盃，不過他們比賽負於匹茲堡鋼人。球隊在常規賽以13勝3負的成績成功進入季後賽，在季後賽擁有主場之利。球隊在季後賽擊敗華盛頓紅人及卡羅來納黑豹而成功進入超級盃。

##### 第四十屆超級盃
西雅圖海鷹在該年成為自成立以來第一個聯盟冠軍，在底特律的第四十屆超級盃比賽以10-21負於匹茲堡鋼人。雖然球隊的持球碼數較匹茲堡鋼人為多，396碼對339碼。但是匹茲堡憑三個出色的達陣，當中包括其中一個超級盃最遠達陣的記錄。由於球隊在控制時間方面不好，加上對球隊的懲罰、失敗的傳球，以及在對方達陣區前的一次直截，導致球隊敗北。
在超級盃比賽進行期間，不少球迷和傳媒投訴球證在海鷹進攻的時候作出錯誤判決。Jason Whitlock 以簡短的形成寫了一篇評論：「Leavy和他的人員破壞了第四十屆超級盃。難道我是唯一批評他們沒能力的人？NFL發言人Greg Aiello在回應批評時說出：「比賽已經作出適當的判決，包括所以NFL比賽，那麼你應該埋怨季內的所有比賽。」當中包括了一些常規賽一些的投訴。
海鷹隊教練Mike Holmgren在回到西雅圖的時候對於他們的回應感到憤怒，對於海鷹的集會指出：「我們打算堅決反對匹茲堡鋼人。不過我不知道他們會有什麼行動。」在幾個月後，在星期日美式足球之夜主持人Al Michaels說出：「事實上Holmgren 沒有向我提及未被罰款的事情。」Michaels解析暗示Holmgren：「贏得心裡的想法。」而且向NFL提議該場比賽是不是在某方面出錯。

#### 2006年
在2006年球季，雖然球隊開始有4勝1負的優勢，但是球隊表現不太平穩，在最後四場比賽當中負了三場，幸好同區對手表現不濟，最後在最後一場比賽擊敗坦帕灣海盜後，以9勝7負的成績以分區第一的身份進入季後賽，在外卡季後賽對手是達拉斯牛仔，該場比賽在對方四方衛Tony Romo在一次三分球試射無法將球設好，導致失去了得分機會。球隊以21-20險勝對手。接著在分區季後賽作客芝加哥熊，球隊在第四節一直有3分優勢，但是被Robbie Gould射出41碼三分球，使比賽進入加時，在加時賽雖然海鷹擁有控球權，但是球隊在第三次進攻無法進入指定碼數，踢出放棄球並在對方拿回控球權後，對方再試踢三分球，最後被Robbie Gould在49碼完成任務，最終以24-27負於對手。

#### 2007年
2007年球季，球隊依舊以10勝6負的成績闖進季後賽，並完成了分區的四連霸(2004-2007)，在隊史上也是第一次，不過由於在戰績上不及達拉斯牛仔及綠灣包裝工的13勝，因此得從外卡戰打起，在外卡季後賽對手是華盛頓紅人，並沒有遇到太大困難，以35-14擊敗對手；只是在分區季後賽作客綠灣包裝工，卻是一面倒，最終20-42負於對手，也結束了2007年賽季。

### 短暫的失落（2008年，Mike Holmgren；2009年，Jim Mora, Jr.）
主力跑鋒桑·亞歷山大因傷也離開了海鷹，加上四分Matt Hasselbeck因傷只打8場（且僅能以替補身份上陣），08年球季，海鷹僅拿4勝，總教練Mike Holmgren08年執教完後也辭職，09年換Jim Mora, Jr.上任執教也僅拿5勝，球會也自然無法打進季後賽。

### Pete Carroll時代（2010年-現今）
2010年球季，球會迎來新的總教練皮特·卡羅爾（Pete Carroll）來期待有新的氣象，而這年海鷹戰績僅7勝9負，卻因同區對手表現不濟，而以分區第一的身份進入季後賽，為NFL第一次在勝率不及5成下有球會以分區第一打進季後賽，儘管如此，海鷹仍靠者老牌四分衛梅特.海索貝克單場繳出272碼、4次傳球達陣的表現，搭配跑衛馬肖恩.林奇繳出131總持球碼數、1次達陣的演出下，以41-36擊敗當年拿下11勝5負、總戰績並列國家聯會第二的紐奧良聖徒，只是無法在上演奇蹟，分區季後賽作客芝加哥熊，以24-35敗下陣來，結束2010年球季。值得一提的是，在這年選秀選上了厄爾．湯瑪斯、戈登．泰特和坎姆．錢斯勒、羅素．歐昆，而最重要的一筆交易，則是在常規賽第五周時和水牛城比爾用一個四輪簽和五輪簽交換來跑衛馬肖恩.林奇，為海鷹的未來打下了基礎。
2011年球季，這年一樣繳出7勝9負的戰績，但同組的傳統強權舊金山四九人再次崛起下，只以分組第三坐收，結束球季。然而，海鷹制服組先簽下來自CFL的布蘭登.布朗納，接者在這年的選秀會上又選上了理查德.謝爾曼、拜倫.麥斯威爾和馬爾卡姆.史密斯，雖然選秀位置有些後面，但到了後來都證明了總教練皮特·卡羅爾獨特的眼光。
2012年球季，球隊從選秀會上挑中來自威斯康星大学的四分衛拉塞尔·威尔森，同年選秀上選上了布魯斯.厄文、巴比·瓦格納，經過這三年的累績，這年的海鷹也開始展翅高飛，拿下11勝5負的戰績，並在分區季後賽的第四節中上演大逆襲，單節挹注21分，一度以28-27反超亞特蘭大獵鷹，但亞特蘭大獵鷹仍靠者四分衛梅特·萊恩的推進下，讓踢球員梅特·布萊恩完成3分踢球絕殺，以28-30不敵亞特蘭大獵鷹，在惋惜聲中2012年球季。
2013年球季，雖然沒能延續前幾年的精準眼光選到夠優秀的新秀，但他們從坦帕灣海盜簽回了邁可爾.班奈特，並且和明尼蘇達維京人交易來外接手柏西.哈文而球隊拿下平隊史例行賽最佳的13勝，並在分區季後賽中以23-15，再次擊敗紐奧良聖徒，國家聯會冠軍戰中，靠者第四節一波10-0的攻勢，加上角衛理查德.謝爾曼在比賽末段的關鍵抄截，以23-17擊敗舊金山四九人，闖進第四十八屆超級盃；在第四十八屆超級盃（2014年），靠著防守組的優異表現下加上接球員柏西.哈文下半場一開始完成一次87碼回攻達陣，就此底定勝局，最終以43-8的比數擊敗丹佛野馬，而外線衛（OLB）馬爾卡姆.史密斯則是全場繳出9次擒抱，1次抄截，優異的表現讓他拿下第四十八屆超級盃的MVP，幫助球隊取得建立37年來首座超級盃冠軍寶座。
2014球季，海應依舊表現強勢，雖然在前6場僅3勝3負，但在最後10場拿下9勝，讓球會仍以前二種子的身分進軍季後賽，先在分區季後賽中以31-17擊敗卡羅來納黑豹，並在國家聯會冠軍戰面對綠灣包裝工時，克服上半場結束時0-16的絕對劣勢，加上跑衛馬肖恩.林奇繳出157總持球碼數、1次達陣的優異表現下（157碼成績也寫下海鷹季後賽的隊史跑衛持球碼數的最佳記錄），扳成22-22平手；進入延長賽，上半場表現低迷，下半場及延長賽逐漸回溫的四分衛拉塞尔·威尔森，最終傳給接球員傑若米恩.克爾斯完成達陣並絕殺對手，以28-22擊敗綠灣包裝工，再次殺進第四十九屆超級盃；只不過在第四十九屆超級盃（2015年），終場前四分衛拉塞尔·威尔森的傳球遭到新英格蘭愛國者的防守球員巴特勒抄截，以24-28的比數不敵新英格蘭愛國者，無法完成衛冕。
2015及2016年球季，仍都繳出10勝的戰績，但在傷兵及進攻線表現乏力，無法有效支援四分衛拉塞尔·威尔森的情形下，都止步在分區季後賽中，結束球季；不過值得一提的是，二年級跑衛湯瑪斯.羅爾斯在16年外卡季後賽面對底特律雄獅的比賽中，寫下了161碼的衝刺碼數，刷新了馬肖恩.林奇在14年季後賽創下的157碼記錄，成了新的記錄保持者。
2017年賽季，防守組受到傷病的困擾，路面進攻也因為馬肖恩.林奇的離開，而始終沒有太大的進步，海鷹也步履維艱，即使拉塞尔·威尔森整個16場常規賽第四節是全NFL最佳，也無力回天，最後以9勝7負作收，中斷連續5個賽季都晉級季後賽的記錄。

## 隊徽與球衣

Seahawks logo (1976-2001)

在球隊1976年成立時，隊徽的顏色是根據美國西北本地藝術，顏色是皇家藍及森林綠的鷹頭。當主場的球衣是皇家藍配白色，頭盔和球褲是銀色以及藍綠色的邊紋，作客的球衣為白色，配合藍綠色的邊紋。
1983年隨著Chuck Knox成為球隊主教練，球衣亦被稍作修改。邊紋的顏色與隊徽一致以及球衣號碼顯示在手臂上， 頭盔的面罩由銀色轉回藍色。
2002年球衣的隊徽被重新設計。顏色改為較淺的"海鷹藍"以及較深的海鷹海軍藍及以淺綠色顯示。在球迷的投票之下，頭盔的顏色由銀色改變為海鷹藍。此外球隊亦打算穿起在主場銀色頭盔以及在作客穿起藍色頭盔，但是NFL的規則是禁止使用不同類型的頭盔，球隊讓球迷舉辦投票決定使用哪種頭盔。由於油漆顏色的反射性，上陣的頭盔可能是灰色、海軍及淺藍危。自2003年起球隊在主場穿起全藍套裝，作客穿起全白色，不過有時候球隊會穿著藍白色或白藍色的組合。
在2005年，有傳言指出球隊將會使用淺綠色球衣，但是這組球衣從未出現過。海鷹是在NFL之中其中一隊沒有在主場穿著白色球衣上陣，另一隊是奧克蘭侵略者。

## 歷年戰績
| 赛季              | 胜  | 负  | 平 | 常规赛季       | 季后赛 |
| ----------------- | --- | --- | -- | -------------- | --- |
| 西雅圖海鷹（NFL） |     |     |    |                | |
| 1976              | 2   | 12  | 0  | 國聯西區第五   | -- |
| 1977              | 5   | 9   | 0  | 美聯西區第四   | -- |
| 1978              | 9   | 7   | 0  | 美聯西區第二   | -- |
| 1979              | 9   | 7   | 0  | 美聯西區第三   | -- |
| 1980              | 4   | 12  | 0  | 美聯西區第五   | -- |
| 1981              | 6   | 10  | 0  | 美聯西區第五   | -- |
| 1982              | 4   | 5   | 0  | 美聯第十+      | -- |
| 1983              | 9   | 7   | 0  | 美聯西區第二   | 外卡季後賽以31-7擊敗丹佛野馬 分區季後賽以27-20擊敗邁阿密海豚 美聯冠軍賽以14-30敗給洛杉磯突擊者                         |
| 1984              | 12  | 4   | 0  | 美聯西區第二   | 外卡季後賽以13-7擊敗洛杉磯突擊者 分區季後賽以10-31敗給邁阿密海豚                                                       |
| 1985              | 8   | 8   | 0  | 美聯西區第三   | -- |
| 1986              | 10  | 6   | 0  | 美聯西區第二   | -- |
| 1987              | 9   | 6   | 0  | 美聯西區第二   | 外卡季後賽以20-23敗給休士頓油商（1次加時）                                                                             |
| 1988              | 9   | 7   | 0  | 美聯西區第一   | 分區季後賽以13-21敗給辛辛那提孟加拉虎                                                                                  |
| 1989              | 7   | 9   | 0  | 美聯西區第四   | -- |
| 1990              | 9   | 7   | 0  | 美聯西區第三   | -- |
| 1991              | 7   | 9   | 0  | 美聯西區第四   | -- |
| 1992              | 2   | 14  | 0  | 美聯西區第五   | -- |
| 1993              | 6   | 10  | 0  | 美聯西區第五   | -- |
| 1994              | 6   | 10  | 0  | 美聯西區第五   | -- |
| 1995              | 8   | 8   | 0  | 美聯西區第三   | -- |
| 1996              | 7   | 9   | 0  | 美聯西區第四   | -- |
| 1997              | 8   | 8   | 0  | 美聯西區第三   | -- |
| 1998              | 8   | 8   | 0  | 美聯西區第三   | -- |
| 1999              | 9   | 7   | 0  | 美聯西區第一   | 外卡季後賽以17-20敗給邁阿密海豚                                                                                        |
| 2000              | 6   | 10  | 0  | 美聯西區第四   | -- |
| 2001              | 9   | 7   | 0  | 美聯西區第二   | -- |
| 2002              | 7   | 9   | 0  | 國聯西區第三   | -- |
| 2003              | 10  | 6   | 0  | 國聯西區第二   | 外卡季後賽以27-33敗給綠灣包裝工（1次加時）                                                                             |
| 2004              | 9   | 7   | 0  | 國聯西區第一   | 外卡季後賽以20-27敗給洛杉磯公羊                                                                                        |
| 2005              | 13  | 3   | 0  | 國聯西區第一   | 分區季後賽以20-10擊敗華盛頓紅人 國聯冠軍賽以34-14擊敗卡羅萊納黑豹 第四十屆超級盃以10-21敗給匹茲堡鋼人                  |
| 2006              | 9   | 7   | 0  | 國聯西區第一   | 外卡季後賽以21-20擊敗達拉斯牛仔 分區季後賽以24-27敗給芝加哥熊（1次加時）                                               |
| 2007              | 10  | 6   | 0  | 國聯西區第一   | 外卡季後賽以35-14擊敗華盛頓紅人 分區季後賽以20-42敗給綠灣包裝工                                                        |
| 2008              | 4   | 12  | 0  | 國聯西區第三   | -- |
| 2009              | 5   | 11  | 0  | 國聯西區第三   | -- |
| 2010              | 7   | 9   | 0  | 國聯西區第一   | 外卡季後賽以41-36擊敗紐奧良聖徒 分區季後賽以24-35敗給芝加哥熊                                                          |
| 2011              | 7   | 9   | 0  | 國聯西區第三   | -- |
| 2012              | 11  | 5   | 0  | 國聯西區第二   | 外卡季後賽以24-14擊敗華盛頓紅人 分區季後賽以28-30敗給亞特蘭大獵鷹                                                      |
| 2013              | 13  | 3   | 0  | 國聯西區第一   | 分區季後賽以23-15擊敗紐奧良聖徒 國聯冠軍賽以23-17擊敗舊金山四九人 贏得第四十八屆超級盃（以43-8擊敗丹佛野馬）           |
| 2014              | 12  | 4   | 0  | 國聯西區第一   | 分區季後賽以31-17擊敗卡羅萊納黑豹 國聯冠軍賽以28-22擊敗綠灣包裝工（1次加時） 第四十九屆超級盃以24-28敗給新英格蘭愛國者 |
| 2015              | 10  | 6   | 0  | 國聯西區第二   | 外卡季後賽以10-9擊敗明尼蘇達維京人 分區季後賽以24-31敗給卡羅萊納黑豹                                                   |
| 2016              | 10  | 5   | 1  | 國聯西區第一   | 外卡季後賽以26-6擊敗底特律雄獅 分區季後賽以20-36敗給亞特蘭大獵鷹                                                       |
| 2017              | 9   | 7   | 0  | 國聯西區第二   | -- |
| 2018              | 10  | 6   | 0  | 國聯西區第二   | 外卡季後賽以22-24敗給達拉斯牛仔                                                                                        |
| 2019              | 11  | 5   | 0  | 國聯西區第二   | 外卡季後賽以17-9擊敗費城老鷹 分區季後賽以23-28敗給綠灣包裝工                                                           |
| 2020              | 12  | 4   | 0  | 國聯西區第一   | 外卡季後賽以20-30敗給洛杉磯公羊                                                                                        |
| 2021              | 7   | 10  | 0  | 國聯西區第四   | -- |
| 2022              | 9   | 8   | 0  | 國聯西區第二   | 外卡季後賽以23-41敗給舊金山四九人                                                                                      |
| 2023              | 9   | 8   | 0  | 國聯西區第三   | -- |
| 2024              | 10  | 7   | 0  | 國聯西區第二   | -- |
| 總數              | 402 | 373 | 1  | （所有常規賽） | （所有常規賽） |
| 總數              | 17  | 19  | 0  | （所有季後賽） | （所有季後賽） |
| 總數              | 419 | 392 | 1  | （所有比賽）   | （所有比賽） |

+ : 因為球員罷工的關係，使球季縮短，在同分區的所有球隊以名次作出季後賽資格。

## 球員資料

### 現時陣容
關於最新陣容，可參看  （页面存档备份，存于）

### 職業美式足球名人堂

#### 球員
- 法蘭柯.哈利斯（英语：Franco Harris） （球員效力時期1984年，於1990年入選）
- 史蒂夫.拉詹特（英语：Steve Largent） （球員效力時期1976年-1989年，於1995年入選，並曾是美國眾議院成員之一）
- 卡爾.艾勒（英语：Carl Eller） （球員效力時期1979年，於2004年入選）
- 瓦倫.穆恩（英语：Warren Moon） （球員效力時期1997年-1998年，於2006年入選）
- 傑瑞.萊斯（英语：Jerry Rice） （球員效力時期2004年，於2010年入選）
- 約翰·蘭道（英语：John Randle） （球員效力時期2001年-2003年，於2010年入選）
- 科特茲.甘迺迪（英语：Cortez Kennedy） （球員效力時期1990年-2000年，於2012年入選）
- 瓦特.瓊斯（英语：Walter Jones） （球員效力時期1997年-2009年，於2014年入選）
- 坎尼.艾斯利（英语：Kenny Easley） （球員效力時期1981年-1987年，於2017年入選）
- 凱文·馬瓦（英语：Kevin Mawae） （球員效力時期1994年-1997年，於2019年入選）.
- 史蒂夫·哈欽森 （球員效力時期2001年-2005年，於2020年入選）.

#### 教練
- 湯姆·弗洛雷斯（英语：Tom Flores） （教練執教時期1992年-1994年，於2021年入選）.

注：雖然麥克.麥可卡梅克曾經成為球隊的主教練、董事長和總經理，但是他在職業美式足球名人堂只是列出他在球員生涯在紐約洋基 (美式足球)和克里夫蘭布朗時代的貢獻。 （页面存档备份，存于）

### 退休號碼
- 12 “第十二人（英语：12th man (football)）”，獻給西雅圖海鷹球迷
- 45 坎尼.艾斯利（英语：Kenny Easley） （DB）（1981年-1987年）
- 71 瓦特.瓊斯（英语：Walter Jones） （T）（1997年-2009年）
- 80 史蒂夫.拉詹特（英语：Steve Largent） （WR）（1976年-1989年）
- 96 科特茲.甘迺迪（英语：Cortez Kennedy） （DT）（1990年-2000年）
- 在2004年傑瑞.萊斯（英语：Jerry Rice）提出退休之後，Largent便接受Rice的請求。

### 海鷹榮譽堂
- 10 吉姆·佐恩（英语：Jim Zorn），四分衛，1976年－1984年（1991年加入）
- 17 戴夫·克里格（英语：Dave Krieg），四分衛，1980年－1991年（2004年加入）
- 22 戴夫·布朗（英语：Dave Brown (cornerback)），角衛，1976年－1986年（於1992年加入）
- 28 柯特·華納，跑鋒，1983年－1989年（於1993年加入）
- 45 肯尼·埃斯利（英语：Kenny Easley），強衛，1981年－1987年（於2002年加入）
- 79 傑卡布·格林（英语：Jacob Green），截衛，1980年－1991年（於1995年加入）
- 80 史蒂夫.拉詹特（英语：Steve Largent），外接員，1976年－1989年（於1989年加入）
- 96 科特茲.甘迺迪（英语：Cortez Kennedy），截衛，1990年－2000年（於2006年加入）
- 皮特·格羅斯（英语：Pete Gross），美式足球評述員，被譽為海鷹之聲之一 1976年－1992年，1992年因癌症逝世。（於1992年加入）
- 查克·諾克斯（英语：Chuck Knox），主教練 1983年－1991年（於2005年加入）
- 保羅·艾倫，球隊擁有者 1997年 - 2018年 （於2019年加入）

## 主教練
- 傑克·帕泰拉（英语：Jack Patera）：1976年 - 1982年 （35勝59負）◎
- 麥克.麥可卡梅克（英语：Mike McCormack）：1982年 （4勝3負）
- 查克·諾克斯（英语：Chuck Knox）：1983年 - 1991年 （總戰績83勝67負；常規賽80勝63負，季後賽3勝4負）
- 湯姆·弗洛雷斯（英语：Tom Flores）：1992年 - 1994年 （14勝34負）
- 丹尼斯·埃里克森（英语：Dennis Erickson）：1995年 - 1998年 （31勝33負）
- 邁克·霍爾姆葛倫（英语：Mike Holmgren）：1999 - 2008年 （總戰績90勝80負；常規賽86勝74負，季後賽4勝6負）
- 吉姆·莫拉（英语：Jim Mora）：2009年 （5勝11負）
- 皮特·卡羅爾：2010年 - 2023年 （總戰績147勝98負1和；常規賽137勝89負1和，季後賽10勝9負，一次超级碗冠軍）
- 麥克·麥克唐納（英语：Mike Macdonald）：2024年 -（10勝7負）

◎：第一任教練傑克·帕泰拉在1982年賽季前兩場輸球後遭球團撤去總教練一職，由助理教練麥克.麥可卡梅克代理並帶至1982年球季結束。

## 球隊擁有人
- John Nordstrom: 1976年 - 1988年
- Ken Behring: 1988年 - 1996年
- 保羅·艾倫: 1996年 - 2018年
- 保羅·艾倫信託: 2018年10月至今

## 瑣事
- 海鷹隊的夏季訓練營在切尼的東華盛頓大學位於斯波坎的西南方。在海鷹的首十個球季，球隊的夏季訓練營都在陳尼進行。在1986年，球隊的行政總部於柯克兰建成後，之後的十一個球季的訓練營都在此進行。1997年，訓練營再次回到切尼，直到2007年為止。球隊預定在2008年，將會搬到華盛頓州的伦頓。
- 當球隊在國王巨蛋在1984年12月15日將12號球衣號碼正式退休。一直球隊將12號球衣會由球隊售賣，並在背後刻上"Fan"（球迷）的名字。當球賽開始前，球迷會將12號的球衣升起。在2005年球季，球迷在對紐約巨人的比賽中，噪音使到巨人作出了11次違例起步的違規。[7]
- 球隊曾與德克萨斯州农工大学為了第十二人（12th men）的使用權而引起法律訴訟。最終雙方庭外和解，第十二人的使用權交回A&M大學。海鷹每五年續約一次使用權[8] （页面存档备份，存于）
- 自1998年起Blitz海鷹的吉祥物後， Taima the augur hawk在2006年9月亦成為吉祥物。Taima會帶領球員走出入口通道進行球場，並會在球場繞圈，之後他會回到他的經理Dave Knutson。
- 2006年11月6日，海鷹後備四分衛塞內卡·華勒斯（英语：Seneca Wallace）在上半場後半段擲出了星期一美式足球之夜（英语：Monday Night Football）第二萬次傳球。該次傳球由迪翁·布朗奇（英语：Deion Branch）接應，成功推進十一碼。
- 在2012年球季時，理查德.謝爾曼（英语：Richard Sherman）把海鷹二線的3名角衛和2名安全衛自稱為轟爆軍團（Legion of Boom），除了謝爾曼外，另外四人分別是坎姆.錢斯勒（英语：Kam Chancellor）、厄爾.湯瑪斯（英语：Earl Thomas）、布蘭登.布朗納（英语：Brandon Browner）和拜倫.麥斯威爾（英语：Byron Maxwell），而這五位的存在，讓海鷹隊晉身為空防強隊，此稱號也在後來為人所熟知，同時也間接證明了海鷹隊的防守能力之強，沒有之一。

## 隊史紀錄
- 海鷹隊在2010年戰績僅7勝9負，是史上第一支勝率不及5成仍以分組第一的身份晉級季後賽(隨後卡羅萊納黑豹也在2014年球季結束後一同寫下紀錄)，而有趣的是都在外卡季後賽上擊敗戰績較好的對手，卻也都在分區季後賽止步。
- 在紐澤西大都會人壽體育場舉行的第四十八屆超級盃，開賽僅12秒時，丹佛野馬因開球失誤而令西雅圖海鷹取得安全得分，此得分成為了超級盃史上最快的得分紀錄。
- 2014年國聯冠軍賽主場對上綠灣包裝工的比賽，上半場打完處於0：16的落後，但在下半場奇蹟般的逆轉，並在延長賽靠著絕殺的達陣以28：22擊敗對方，創下隊史季後賽的最大分差逆轉勝。
- 在亞利桑那州格蘭岱爾鳳凰城大學體育館所舉行的第四十九屆超級盃（Super Bowl XLIX），海鷹隊前三節打完保有10分領先，進入第四節卻被愛國者送出單節14-0的攻勢，失去衛冕的機會，領先10被逆轉，這也是超級盃史上最大的逆轉比分，而這項紀錄在第五十一屆超級盃（Super Bowl LI）才由亞特蘭大獵鷹改寫（愛國者隊在第三節還剩不到3分鐘時以3-28落後達25分，隨後在第四節及加時賽中展開絕地大反擊，最後在加時賽中以34-28擊敗亞特蘭大獵鷹——這是超級碗歷史上最大的一次逆轉分差）。
- 總教練皮特·卡羅爾在2013年賽季（含超級盃）結束後，季後賽共拿下5勝，超越邁克·霍爾姆葛籣（英语：Mike Holmgren），成為隊史季後賽最多勝的教練。
- 總教練皮特·卡羅爾在2018年賽季結束後，總戰績98勝、常規賽89勝，同樣超越邁克·霍爾姆葛籣（英语：Mike Holmgren），再加上季後賽勝場紀錄，成為隊史三項勝場最多勝的教練（總戰績、常規賽戰績、季後賽戰績）。
- 總教練皮特·卡羅爾在2019年賽季常規賽第15周擊敗卡羅來納黑豹後，拿下生涯在海鷹隊執教的常規賽第100勝；在外卡季後賽作客擊敗費城老鷹後拿下生涯在海鷹隊執教的季後賽第10勝，也讓皮特·卡羅爾成為海鷹隊史上第一位在海鷹隊執教的總戰績、常規賽戰績、季後賽戰績達成100+100+10（目前在海鷹執教總戰績110勝、常規賽100勝、季後賽10勝）的總教練。

## 電台及電視台轉播
在2006年，海鷹隊的指定電台是KIRO710AM。它是唯一由球隊擁有的電台。現時的評述員是前海鷹球員Steve Raible和Warren Moon。Pete Gross由1976年負責評述到1992因癌症而逝世，是球隊的榮譽之環成員之一。球隊廣播亦可以在5個加拿大州份47個電台收聽。季前的比賽不會在全國電視台廣大，由KIRO-TV第七頻道負責廣播。Sam Rosen是直接旁述員由比賽由霍士體育網路負責。

## 外部連結
- Seattle Seahawks 球隊官方網站（页面存档备份，存于）
- 職業美式足球名人堂，西雅圖海鷹歷史 （页面存档备份，存于）
- 職業美式足球名人堂，1976年NFL擴展史 （页面存档备份，存于）
- Seahawks History - Sports Encyclopedia （页面存档备份，存于）
- Online Encyclopedia of Washington State History - Origins of Seattle Seahawks franchise （页面存档备份，存于）